# Me Without You
Me Without You (no Brasil: Eu sem Você) é um filme britânico de 2001, estrelando Anna Friel, Michelle Williams e Oliver Milburn, escrito e dirigido por Sandra Goldbacher.
O filme está disponível por tempo limitado no Netflix.